# 真空回流炉
真空回流炉，也叫真空焊接炉。在真空的环境下对产品进行高质量的焊接，在升温或者降温过程中通入还原性系统（N2、甲酸、N2H2、H2），用以保护产品和焊料不被氧化，同时将产品和焊料表面的氧化物反应，使得焊接表面质量提高，减小了焊接的空洞率。　
真空回流炉包括以下几个结构：气路、冷却系统、加热系统、真空系统、测量系统：　　
1. 气路：N2有三路：一路通到工艺腔体；一路作为气冷通入冷却管（和水冷一个管道）；一路通到真空泵gas ballast，作为提高真空泵压缩比的功能。 H2有一路，通到腔体内。H2Ar有一路，通道腔体内。
2. 冷却系统：分为内循环和外循环 内循环：设备内部有个水箱，内装有DI water，通过水泵将水箱里面谁进行循环，用来冷却加热板、法兰、plasma。外循环：客户提供外部冷却水用来冷却水箱。
3. 加热系统：包括主加热和边缘加热。
4. 真空系统：真空泵抽真空流程：将腔体内部气体——主阀——真空泵——管道（通过加热丝）——排风里面。 真空部分有个过压阀，腔体压力过大时会自动打开。
5. 测量系统：除了控制加热的TC之外，设备腔体内部还有6组用于测量工件温度的TC。便于实验所需要。